# Keeper van het Jaar
In 1984 werd de trofee Profvoetballer van het Jaar bedacht, een prijs voor de beste voetballer uit de Belgische competitie. Een jaar later, in 1985, bedacht Sport/Voetbal Magazine een trofee om aan de beste doelman uit de Belgische competitie te geven: Keeper van het Jaar. Sinds het seizoen 2017/2018 werd de trofee niet meer uitgereikt.
Recordhouders zijn Gilbert Bodart en Michel Preud'homme met vier trofeeën.
| Jaar | Winnaar                 | Club               | Nationaliteit |
| ---- | ----------------------- | ------------------ | ------------- |
| 1985 | Gilbert Bodart          | Standard           | Belg          |
| 1986 | Gilbert Bodart          | Standard           | Belg          |
| 1987 | Philippe Vande Walle    | Club Brugge        | Belg          |
| 1988 | Michel Preud'homme      | KV Mechelen        | Belg          |
| 1989 | Michel Preud'homme      | KV Mechelen        | Belg          |
| 1990 | Michel Preud'homme      | KV Mechelen        | Belg          |
| 1991 | Michel Preud'homme      | KV Mechelen        | Belg          |
| 1992 | Gilbert Bodart          | Standard           | Belg          |
| 1993 | Dany Verlinden          | Club Brugge        | Belg          |
| 1994 | Filip De Wilde          | RSC Anderlecht     | Belg          |
| 1995 | Gilbert Bodart          | Standard           | Belg          |
| 1996 | Philippe Vande Walle    | Germinal Ekeren    | Belg          |
| 1997 | Stanley Menzo           | Lierse SK          | Nederlander   |
| 1998 | Ronny Gaspercic         | Harelbeke          | Belg          |
| 1999 | Vedran Runje            | Standard           | Kroaat        |
| 2000 | Filip De Wilde          | RSC Anderlecht     | Belg          |
| 2001 | Vedran Runje            | Standard           | Kroaat        |
| 2002 | Francky Vandendriessche | Moeskroen          | Belg          |
| 2003 | Dany Verlinden          | Club Brugge        | Belg          |
| 2004 | Frédéric Herpoel        | KAA Gent           | Belg          |
| 2005 | Silvio Proto            | La Louvière        | Belg          |
| 2006 | Vedran Runje            | Standard           | Kroaat        |
| 2007 | Daniel Zitka            | RSC Anderlecht     | Tsjech        |
| 2008 | Kenny Steppe            | Germinal Beerschot | Belg          |
| 2009 | Barry Boubacar Copa     | Sporting Lokeren   | Ivoriaan      |
| 2010 | Simon Mignolet          | Sint-Truiden VV    | Belg          |
| 2011 | Thibaut Courtois        | KRC Genk           | Belg          |
| 2012 | Silvio Proto            | RSC Anderlecht     | Belg          |
| 2013 | Silvio Proto            | RSC Anderlecht     | Belg          |
| 2014 | Mathew Ryan             | Club Brugge        | Australiër    |
| 2015 | Mathew Ryan             | Club Brugge        | Australiër    |
| 2016 | Matz Sels               | KAA Gent           | Belg          |
| 2017 | Lovre Kalinić           | KAA Gent           | Kroaat        |